# Internationale Cricket-Saison 1968/69
Die internationale Cricket-Saison 1968/69 fand zwischen November 1968 und März 1969 statt. Als Wintersaison wurden vorwiegend Heimspiele der Mannschaften aus Südasien, der Karibik und Ozeanien ausgetragen.

## Überblick

### Internationale Touren
| Beginn           | Heimteam   | Auswärtsteam | Resultate | Artikel |
| Beginn           | Heimteam   | Auswärtsteam | Test      | Artikel |
| ---------------- | ---------- | ------------ | --------- | ------- |
| 6. Dezember 1968 | Australien | West Indies  | 3–1 [5]   | Artikel |
| 21. Februar 1969 | Pakistan   | England      | 0–0 [3]   | Artikel |
| 27. Februar 1969 | Neuseeland | West Indies  | 1–1 [3]   | Artikel |

### Internationale Touren (Frauen)
| Beginn            | Heimteam   | Auswärtsteam | Resultate | Artikel |
| Beginn            | Heimteam   | Auswärtsteam | WTest     | Artikel |
| ----------------- | ---------- | ------------ | --------- | ------- |
| 27. Dezember 1968 | Australien | England      | 0–0 [3]   | Artikel |
| 14. Februar 1969  | Neuseeland | England      | 0–2 [3]   | Artikel |

## Nationale Meisterschaften
Aufgeführt sind die nationalen Meisterschaften der Full Member des ICC.
| Land                  | First-Class                 |
| --------------------- | --------------------------- |
| Australien            | Sheffield Shield 1968/69    |
| Indien                | Ranji Trophy 1968/69        |
| Duleep Trophy 1968/69 |                             |
| Irani Cup 1968/69     |                             |
| Neuseeland            | Plunket Shield 1968/69      |
| Pakistan              | Quaid-e-Azam Trophy 1968/69 |
| Südafrika             | Currie Cup 1968/69          |
| West Indies           | Shell Shield 1968/69        |